# Пероксид нептуния
Пероксид нептуния — бинарное неорганическое соединение
нептуния и кислорода
с формулой NpO4,
хлопьевидная масса, в зависимости от способа получения — бесцветная, пурпурная или зелёная с сероватым оттенком,
не растворяется в воде,
существует только в виде гидрата.

## Получение
- К раствору, содержащему соединения нептуния, добавляют азотную кислоту и перекись водорода.

## Физические свойства
Пероксид нептуния образует, в зависимости от способа получения, бесцветную, пурпурную или зелёную с сероватым оттенком хлопьевидную массу гидрата переменного состава NpO4•xH2O. 
Не растворяется в воде.